# ورنر شوستر (سیاستمدار)

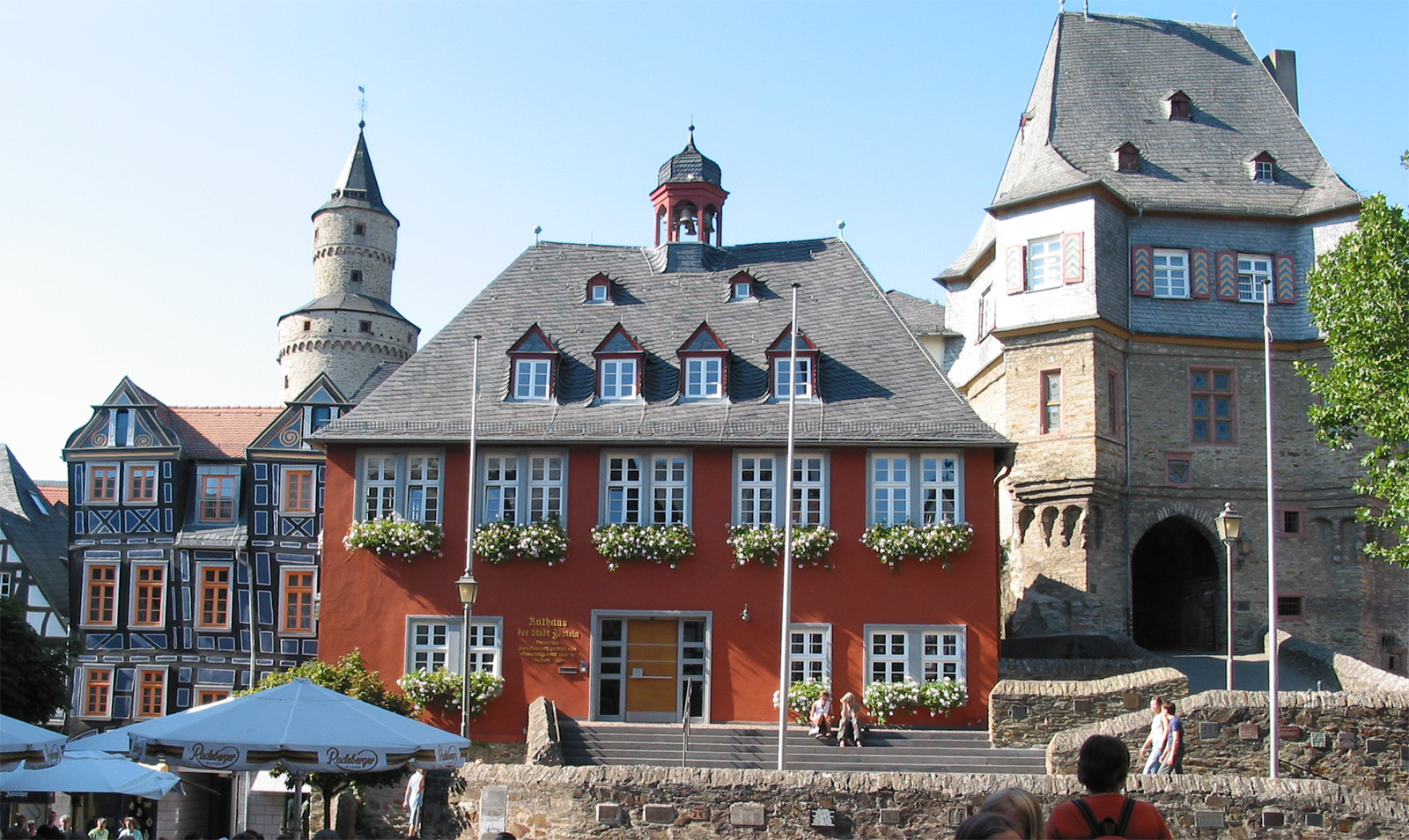
The Rathaus at ایدشتاین، where Schuster was a city councillor from 1972 to 1989

ورنر شوستر (انگلیسی: Werner Schuster) یک سیاست‌مدار اهل آلمان است.